# بي إم دي-3
«بي-إم-دي-3» (BMD-3) ( Boyevaya Mashina Desanta ، بالروسية "Боевая Мачина Десанта"، حرفيا "مركبة قتالية محمولة جوا") هي مركبة قتال مشاة خفيفة نَشأت في الاتحاد السوفيتي وهي أيضًا برمائية بالكامل وقابلة للإنزال الجوي وبالطاقم. من المقرر أن يتم إستخدمها من قِبل الوحدات المحمولة جوًا. ال «بم-إم-دي-30» ليست نسخة مُطورة من الـ «بم-إم-دي-1» ولكن أُعيد تصميمها بالكامل مع «نظام تعليق مائي» وبَدن جديد ومحرك ديزل أكثر قوة 2V-06-2 ومزودة ببرج كامل من BMP-2 . 

## المُستخدمين
- روسيا - تمت الموافقة على الإنتاج التسلسلي لـ 700 مركبة في عام 1990، ولكن بسبب إنهيار الاتحاد السوفيتي، تم الانتهاء من 137 مركبة فقط خلال ثماني سنوات من الإنتاج. قد لا تكون الـ BMD-3 في الخدمة الفعلية، أو مع عدد محدود جدًا. [2]
- جمهورية الصين الشعبية - دخلت الخدمة في سلاح الجو الصيني بأعداد محدودة. تم استبدالها بـ ZBD-03. [3]

- أوكرانيا - تم غنم 8 وحدات من روسيا أثناء الغزو الروسي لأوكرانيا. [4]